# شلیه
شلیه (به عربی: شلية) یک شهرداری در الجزایر است که در استان خنشله واقع شده‌است. شلیه ۴٬۸۵۱ نفر جمعیت دارد.